# Manoir du Chatenet
Pour les articles homonymes, voir Chatenet (homonymie).
Le manoir du Chatenet est un manoir français implanté sur la commune de Brantôme dans le département de la Dordogne, en région Nouvelle-Aquitaine.

## Présentation
Le manoir du Chatenet se situe au nord-ouest du département de la Dordogne, en surplomb de la route départementale 78, à moins d'un kilomètre au sud-ouest du centre-ville de Brantôme et 150 mètres à l'ouest de la Dronne.
L'accès au manoir s'effectue côté ouest par un porche-pigeonnier qui ouvre sur une cour où se trouve côté nord un logis. À l'est, un deuxième logis longe une galerie à arcades.
C'est une propriété privée transformée en hôtellerie de luxe.

## Histoire
Exploitant un vignoble établi sur un domaine de 22 hectares, le manoir, bâti aux XVIIe et XVIIIe siècles, produisait une cuvée connue sous le nom de Clos du Chatenet.